# Konsztandínosz Kúisz
Konsztandínosz Kúisz (görögül: Κωνσταντίνος Κούης; Szaloniki, 1955. november 23. –) görög válogatott labdarúgó.

## Pályafutása

### Klubcsapatban
Pályafutását Agrotikósz Asztérasz csapatában kezdte 1970-ben, ahol 1974-ig játszott, ekkor az Árisz Theszaloníki szerződtette. Bemutatkozására 1974. október 6-án került sor egy PAÓK elleni városi derbin. Az 1970-es évek végén és az 1980-as években az Árisz csapatának meghatározó játékosa volt. Utolsó mérkőzését az Olimbiakósz ellen játszotta 1991. február 3-án. Az Árisznál eltöltött 16 év alatt 473 mérkőzésen lépett pályára és 142 alkalommal volt eredményes.

### A válogatottban
1979 és 1984 között 33 alkalommal szerepelt a görög válogatottban és 7 gólt szerzett. Részt vett az 1980-as Európa-bajnokságon.

## Sikerei, díjai
- A görög bajnokság gólkirálya (1): 1980–81 (21 gól)

## Külső hivatkozások
- Konsztandínosz Kúisz adatlapja a National-Football-Teams.com oldalon (angolul)

- Konsztandínosz Kúisz. eu-football.info